# Sainte-Marguerite-de-Carrouges
 Sainte-Marguerite-de-Carrouges  es una población y comuna francesa, situada en la región de Baja Normandía, departamento de Orne, en el distrito de Alençon y cantón de Carrouges.

## Demografía
| 292 | 263 | 212 | 199 | 202 | 213 |
| Para los censos de 1962 a 1999 la población legal corresponde a la población sin duplicidades (Fuente: INSEE [Consultar]) |     |     |     |     |     |